# العلاقات الإسبانية الكوستاريكية
العلاقات الإسبانية الكوستاريكية هي العلاقات الثنائية التي تجمع بين إسبانيا وكوستاريكا.

## مقارنة بين البلدين
هذه مقارنة عامة ومرجعية للدولتين:
| وجه المقارنة                                              | إسبانيا                                                                             | كوستاريكا                                 |
| --------------------------------------------------------- | ----------------------------------------------------------------------------------- | ----------------------------------------- |
| المساحة (كم2)                                             | 505.99 ألف                                                                          | 51.10 ألف                                 |
| عدد السكان (نسمة)                                         | 46.73 مليون                                                                         | 4.91 مليون                                |
| الكثافة السكانية (ن./كم²)                                 | 92.35                                                                               | 96.09                                     |
| العاصمة                                                   | مدريد                                                                               | سان خوسيه                                 |
| اللغة الرسمية                                             | اللغة الإسبانية، اللغة الغاليسية، لغة بشكنشية، اللغة الكتالونية، اللغة الأوكسيتانية | اللغة الإسبانية                           |
| العملة                                                    | يورو، بيزيتا إسبانية                                                                | كولون كوستاريكي                           |
| الناتج المحلي الإجمالي (بليون دولار)                      | 1.31 تريليون                                                                        | 57.06 مليار                               |
| الناتج المحلي الإجمالي (تعادل القوة الشرائية) بليون دولار | 1.77 تريليون                                                                        | 74.98 مليار                               |
| الناتج المحلي الإجمالي الاسمي للفرد دولار أمريكي          | 28.16 ألف                                                                           | 11.26 ألف                                 |
| الناتج المحلي الإجمالي للفرد دولار أمريكي                 | 38.00 ألف                                                                           | 14.92 ألف                                 |
| مؤشر التنمية البشرية                                      | 0.876                                                                               | 0.766                                     |
| رمز المكالمات الدولي                                      | +34                                                                                 | +506                                      |
| رمز الإنترنت                                              | .es                                                                                 | .cr، قائمة نطاقات المستوى الأعلى للإنترنت |
| المنطقة الزمنية                                           | ت ع م+01:00، ت ع م+02:00                                                            | 00                                        |

## مدن متوأمة
في ما يلي قائمة باتفاقيات التوأمة بين مدن إسبانية وكوستاريكية:
- ترتبط ألكالا دي إيناريس مع ألاخويلا باتفاقية توأمة منذ 2011.[16][16][17][18]
- ترتبط مدريد مع سان خوسيه باتفاقية توأمة منذ 19 يناير 1982.[19][19][20][20]
- ترتبط سان بارتولومي دي تيراخانا مع ألاخويلا باتفاقية توأمة.

## منظمات دولية مشتركة
يشترك البلدان في عضوية مجموعة من المنظمات الدولية، منها:
| علم المنظمة | اسم المنظمة                               | تاريخ انضمام إسبانيا | تاريخ انضمام كوستاريكا |
| ----------- | ----------------------------------------- | -------------------- | ---------------------- |
|             | بنك أمريكا الوسطى للتكامل الاقتصادي ‏      | ?                    | ?                      |
|             | الاتحاد البريدي العالمي                   | ?                    | ?                      |
|             | يونسكو                                    | 30 يناير 1953        | 19 مايو 1950           |
|             | البنك الدولي للإنشاء والتعمير             | 15 سبتمبر 1958       | 8 يناير 1946           |
|             | منظمة التجارة العالمية                    | ?                    | ?                      |
|             | وكالة ضمان الاستثمار متعدد الأطراف        | 29 أبريل 1988        | 8 فبراير 1994          |
|             | الاتحاد الدولي للاتصالات                  | 1866                 | 13 سبتمبر 1932         |
|             | منظمة الشرطة الجنائية الدولية             | ?                    | ?                      |
|             | مؤسسة التمويل الدولية                     | 24 مارس 1960         | 20 يوليو 1956          |
|             | الأمم المتحدة                             | 14 ديسمبر 1955       | 2 نوفمبر 1945          |
|             | مؤسسة التنمية الدولية                     | 18 أكتوبر 1960       | 30 يونيو 1961          |
|             | الفريق المعني برصد الأرض                  | ?                    | ?                      |
|             | منظمة حظر الأسلحة الكيميائية              | ?                    | ?                      |
|             | المركز الدولي لتسوية المنازعات الاستشارية | 17 سبتمبر 1994       | 27 مايو 1993           |

## وصلات خارجية
- موقع وزارة الخارجية الإسبانية
- موقع وزارة الخارجية الكوستاريكية